# Созинов, Валерий Викторович
Валерий Викторович Созинов (Пустой шаблон {{ВД-Преамбула}} ) — советский хоккеист, защитник.

## Биография
Племянник Михаила Созинова. Воспитанник свердловского спортклуба «Динамо». Выступал за «Спартак» Свердловск (1956/57 — 1958/59), «Металлург» Серов (1959/60 — 1961/62), СК им. Урицкого Казань (1962/62 — 1965/66).
В классе «А» провёл три сезона (1956/57 — 1957/58, 1962/63).
Работал в детско-юношеских школах «Спартаковец», «Юность» в спортивном клубе «Луч». Среди воспитанников Сергей Акулов, Владимир Ерёмин, Юрий Волошин. Второй тренер команды СКА-«Юность», ставшей чемпионом СССР среди юниоров (1980).
Скончался 23 октября 1985 года за пять дней до своего 48-летия.